# Glenn Close
Glenn Close (n. 19 martie 1947, Greenwich, Connecticut, SUA) este o actriță și cântăreață, cunoscută mai ales pentru rolurile din Atracție fatală și 101 dalmațieni. Considerată a fi una dintre cele mai talentate actrițe a generației sale, Close a câștigat un premiu Emmy, trei premii Tony, și trei Globuri de Aur; a fost de asemenea nominalizată pentru șapte premii Oscar (fiind actrița cea mai nominalizată, dar niciodată câștigătoarea vreunuia), opt premii Emmy și nouă Globuri de Aur.
În 2016, Close a fost aleasă în en  American Theater Hall of Fame, iar în anul 2019. revista Time a plasat-o pe lista celor en  100 cei mai influenți oameni din lume. 

## Biografie

### Viață timpurie și familie
Glenn Close s-a născut în Greenwich, statul Connecticut, fiica socialitei Bettine Moore Close și a lui William Taliaferro Close,  de meserie doctor, care a operat într-un spital din Belgian Congo, servind și ca medic personal al președintelui Mobutu Sese Seko. Taăl actriței fusese un descendent al familiei Taliaferro din Virginia iar bunicul său patern, Edward Bennett Close, fusese director Societății spitalelor americane (în original, American Hospital Association. )  Glenn Close este de asemenea mătușă de gradul doi cu actrița Brooke Shields (străbunica lui Shields, Mary Elsie Moore, fusese sora bunicului matern a lui Close, Charles Arthur Moore, Jr.).

## Filmografie

### Filme

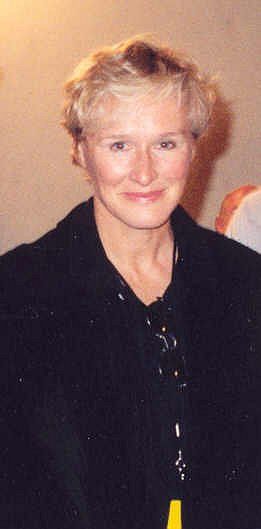
Glenn Close

| An   | Titlu                                                                                   | Rol                            | Note |
| ---- | --------------------------------------------------------------------------------------- | ------------------------------ | --- |
| 1975 | The Rules of the Game                                                                   | Neighbour                      | Film de televiziune |
| 1979 | Too Far to Go                                                                           | Rebecca Kuehn                  | Film de televiziune |
| 1979 | Orphan Train                                                                            | Jessica                        | Film de televiziune |
| 1982 | The Elephant Man                                                                        | Princess Alexandra             | Film de televiziune |
| 1982 | The World According to Garp                                                             | Jenny Fields                   | Los Angeles Film Critics Association Award for Best Supporting Actress National Board of Review Award for Best Supporting Actress National Society of Film Critics Award for Best Supporting Actress (2nd place) New York Film Critics Circle Award for Best Supporting Actress (2nd place) Nominalizare — Academy Award for Best Supporting Actress |
| 1983 | The Big Chill                                                                           | Sarah Cooper                   | Nominalizare — Academy Award for Best Supporting Actress |
| 1984 | Născut învingător                                                                       | Iris Gaines                    | Nominalizare — Academy Award for Best Supporting Actress |
| 1984 | The Stone Boy                                                                           | Ruth Hillerman                 | |
| 1984 | Greystoke: The Legend of Tarzan, Lord of the Apes                                       | Jane Porter                    | Voce, uncredited |
| 1984 | Something About Amelia                                                                  | Gail Bennett                   | Film de televiziune Nominalizare — Golden Globe Award for Best Actress in a Miniseries or TV Movie Nominalizare — Emmy Award for Outstanding Lead Actress in a Miniseries or Movie |
| 1985 | Maxie                                                                                   | Jan / Maxie                    | Nominalizare — Golden Globe Award for Best Actress - Motion Picture Musical or Comedy Nominalizare — Saturn Award for Best Actress |
| 1987 | Fatal Attraction                                                                        | Alexandra "Alex" Forrest       | Golden Camera Award for Best Actress People's Choice Award - Favorite Motion Picture Actress Nominalizare — Academy Award for Best Actress Nominalizare — Golden Globe Award for Best Actress - Motion Picture Drama |
| 1988 | Stones for Ibarra                                                                       | Sara Everton                   | Film de televiziune |
| 1988 | Dangerous Liaisons                                                                      | Marquise Isabelle de Merteuil  | Golden Camera Award for Best Actress Nominalizare — Academy Award for Best Actress Nominalizare — BAFTA Award for Best Actress Nominalizare — Chicago Film Critics Association Award for Best Actress |
| 1988 | Light Years                                                                             | Queen Ambisextra               | Voce |
| 1989 | Immediate Family                                                                        | Linda Spector                  | |
| 1990 | Divine Garbo                                                                            | Ea însăși                      | Documentar |
| 1990 | Hamlet                                                                                  | Queen Gertrude                 | Nominalizare — David di Donatello Award for Best Foreign Actress |
| 1990 | Reversal of Fortune                                                                     | Sunny von Bülow                | |
| 1991 | Sarah, Plain and Tall                                                                   | Sarah Wheaton                  | Film de televiziune, also executive producer Nominalizare — Golden Globe Award for Best Actress in a Miniseries or TV Movie Nominalizare — Emmy Award for Outstanding Miniseries (executive producer) Nominalizare — Emmy Award for Outstanding Lead Actress in a Miniseries or Movie |
| 1991 | Hook                                                                                    | Gutless                        | Cameo |
| 1991 | Meeting Venus                                                                           | Karin Anderson                 | Venice Film Festival Award for Best Actress |
| 1993 | Skylark                                                                                 | Sarah Witting                  | Film de televiziune, also executive producer Nominalizare — Emmy Award for Outstanding Lead Actress in a Miniseries or Movie |
| 1993 | The House of the Spirits                                                                | Ferula Trueba                  | |
| 1994 | The Paper                                                                               | Alicia Clark                   | |
| 1995 | Serving in Silence: The Margarethe Cammermeyer Story                                    | Col. Margarethe Cammermeyer    | Film de televiziune, also executive producer Emmy Award for Outstanding Lead Actress in a Miniseries or Movie Nominalizare — Golden Globe Award for Best Actress in a Miniseries or TV Movie Nominalizare — Emmy Award for Outstanding TV Movie (executive producer) Nominalizare — Screen Actors Guild Award for Outstanding Female Actor in a Miniseries or TV Movie |
| 1996 | Mars Attacks!                                                                           | First Lady Marsha Dale         | |
| 1996 | 101 Dalmatians                                                                          | Cruella de Vil                 | Blockbuster Entertainment Award for Favorite Actor/Actress - Family Film Nominalizare — Golden Globe Award for Best Actress - Motion Picture Musical or Comedy Nominalizare — Satellite Award for Best Actress in a Musical or Comedy Nominalizare — Saturn Award for Best Actress |
| 1997 | In the Gloaming                                                                         | Janet                          | Film de televiziune CableACE Award for Guest Actress in a Dramatic Special/Series Nominalizare — Emmy Award for Outstanding Lead Actress in a Miniseries or Movie Nominalizare — Screen Actors Guild Award for Outstanding Female Actor in a Miniseries or TV Movie |
| 1997 | Air Force One                                                                           | Vice President Kathryn Bennett | Blockbuster Entertainment Award for Favorite Supporting Actress Action/Adventure Film |
| 1997 | Paradise Road                                                                           | Adrienne Pargiter              | |
| 1999 | Cookie's Fortune                                                                        | Camille Dixon                  | |
| 1999 | Tarzan                                                                                  | Kala                           | Voce |
| 1999 | The Lady with the Torch                                                                 | Ea însăși                      | Documentar, host |
| 1999 | Sarah, Plain and Tall: Winter's End                                                     | Sarah Witting                  | |
| 2000 | 102 Dalmatians                                                                          | Cruella de Vil                 | Nominalizare — Satellite Award for Best Actress in a Musical or Comedy |
| 2000 | Things You Can Tell Just by Looking at Her                                              | Dr. Elaine Keener              | |
| 2000 | Baby                                                                                    | Adult Sophie                   | Film de televiziune, narator |
| 2001 | The Safety of Objects                                                                   | Esther Gold                    | |
| 2001 | Welcome to Hollywood                                                                    | Ea însăși                      | Documentar |
| 2001 | The Ballad of Lucy Whipple                                                              | Arvella Whipple                | Film de televiziune, also executive producer |
| 2001 | South Pacific                                                                           | Nellie Forbush                 | Film de televiziune, also executive producer |
| 2003 | Le Divorce                                                                              | Olivia Pace                    | |
| 2003 | Roberto Benigni's Pinocchio                                                             | The Blue Fairy                 | Voce |
| 2003 | What I Want My Words to Do to You: Voices from Inside a Women's Maximum Security Prison | Ea însăși                      | Documentar |
| 2003 | A Closer Walk                                                                           | Ea însăși                      | Documentar, narator |
| 2003 | Brush with Fate                                                                         | Cornelia Engelbrecht           | |
| 2004 | Heights                                                                                 | Diana                          | |
| 2004 | The Lion in Winter                                                                      | Eleanor of Aquitaine           | Film de televiziune Golden Globe Award for Best Actress in a Miniseries or TV Movie Screen Actors Guild Award for Outstanding Lead Actor in a Miniseries or TV Movie Nominalizare — Emmy Award for Outstanding Lead Actress in a Miniseries or Movie |
| 2004 | Strip Search                                                                            | Karen Moore                    | |
| 2004 | The Stepford Wives                                                                      | Claire Wellington              | |
| 2005 | Tarzan II                                                                               | Kala                           | Voce, direct-to-DVD |
| 2005 | The Chumscrubber                                                                        | Carrie Johnson                 | |
| 2005 | Nine Lives                                                                              | Maggie                         | Locarno International Film Festival Award for Best Actress Nominalizare — Gotham Award for Best Acting Ensemble |
| 2006 | Hoodwinked!                                                                             | Granny                         | Voce |
| 2007 | Evening                                                                                 | Mrs. Wittenborn                | |
| 2007 | Broadway: Beyond the Golden Age                                                         | Ea însăși                      | Documentar |
| 2009 | Home                                                                                    | Ea însăși                      | Documentar, narator |
| 2011 | Hoodwinked Too! Hood vs. Evil                                                           | Granny                         | Voce |
| 2011 | Albert Nobbs                                                                            | Albert Nobbs                   | Also producer, co-writer and author of the lyrics of the song "Lay Your Head Down" Satellite Award for Best Original Song (with Bryan Byrne) Irish Film & Television Award for Best International Actress Tokyo International Film Festival Award for Best Actress Women Film Critics Circle Award for Courage in Acting Nominalizare — Academy Award for Best Actress Nominalizare — Golden Globe Award for Best Actress - Motion Picture Drama Nominalizare — Golden Globe Award for Best Original Song (with Bryan Byrne) Nominalizare — Satellite Award for Best Actress Nominalizare — Satellite Award for Best Adapted Screenplay (with John Banville) Nominalizare — Screen Actors Guild Award for Outstanding Female Actor in a Leading Role Nominalizare — AACTA International Award for Best Actress Nominalizare — Houston Film Critics Society Award for Best Song (with Bryan Byrne) Nominalizare — Irish Film & Television Award for Best Film Nominalizare — Irish Film & Television Award for Best Script for Film (with John Banville) Nominalizare — Phoenix Film Critics Society Award for Best Actress |
| 2011 | Not My Life                                                                             | Ea însăși                      | Documentar, narator |
| 2012 | Love, Marilyn                                                                           | Ea însăși                      | Documentar, narator |
| 2012 | Casting By                                                                              | Ea însăși                      | Documentar |
| 2014 | Anesthesia                                                                              | Marcia Zarrow                  | Filmare |
| 2014 | Guardians of the Galaxy                                                                 | Nova Prime Rael                | Pre-producție |
| 2014 | Always on My Mind                                                                       |                                | Pre-producție |
| 2014 | 5 to 7                                                                                  | Arlene                         | Filmare |
| 2014 | Low Down                                                                                | Gram                           | Pre-producție |

### Filme de televiziune
| An        | Titlu         | Rol                    | Note |
| --------- | ------------- | ---------------------- | --- |
| 1995-2012 | The Simpsons  | Mona Simpson           | 4 episoade |
| 2002      | Will & Grace  | Fanny Lieber           | Episodul: "Hocus Pocus" Nominalizare — Emmy Award for Outstanding Guest Actress in a Comedy Series |
| 2004      | The West Wing | Evelyn Baker Lang      | Episodul: "The Supremes" |
| 2005      | The Shield    | Captain Monica Rawling | 13 episoade Nominalizare — Golden Globe Award for Best Actress in a TV Drama Series Nominalizare — Emmy Award for Outstanding Lead Actress in a Drama Series |
| 2007-2012 | Damages       | Patty Hewes            | 59 episoade Golden Globe Award for Best Actress in a TV Drama Series (2007) Emmy Award for Outstanding Lead Actress in a Drama Series (2008-2009) Gracie Allen Award for Outstanding Female Lead in a Drama Series Nominalizare — Golden Globe Award for Best Actress in a TV Drama Series (2009-2010, 2012) Nominalizare — Emmy Award for Outstanding Lead Actress in a Drama Series (2010, 2012) Nominalizare — Screen Actors Guild Award for Outstanding Female Actor in a Drama Series (2007, 2009-2011) Nominalizare — Television Critics Association Award for Individual Achievement in Drama (2008-2009) |